# Dryopsis contigua
Dryopsis contigua là một loài thực vật có mạch trong họ Dryopteridaceae. Loài này được (Ching) Holttum & P.J. Edwards miêu tả khoa học đầu tiên năm 1986.